# 다리야 드미트리예바 (체조 선수)
다리야 안드레예브나 드미트리예바(러시아어: Да́рья Андре́евна Дми́триева, 1993년 6월 22일~)는 러시아의 리듬 체조 선수이다.

## 경력
2008년 유럽 리듬 체조 선수권 대회에서 주니어 부문에 출전해 단체 종합과 리본에서 금메달을 획득했다. 2009년에는 러시아 국가대표팀에 선발되어 2009년 세계 리듬 체조 선수권 대회에서 단체전 종합 멤버로 출전하여 이 종목의 3연패에 기여하였다. 2010년 모스크바에서 열린 2010년 세계 리듬 체조 선수권 대회에서는 개인 종목에도 출전해 리본에서 금메달, 공에서 은메달을 땄다.
2012년 런던 하계 올림픽에는 개인 종합 예비 선수 자격으로 참가했다가 대회 첫날 사흘 전에 알렉산드라 메르쿨로바가 공식 훈련 도중에 부상을 당해 교체 출전했다. 본선에서는 러시아의 예브게니야 카나예바에 이어 은메달을 획득했다. 2012년 9월에 열린 세계 리듬 체조 클럽 선수권에서 첫 개인 종합 우승을 완수했고 2013년 9월에 다리 부상으로 인해 은퇴했다.

## 개인사
2015년 5월에는 러시아의 전직 아이스하키 선수인 알렉산드르 라둘로프와 결혼했고 2015년 11월에는 아들인 마카르를 출산했다. 하지만 2017년 6월에 이혼했다.